# Frederik IV. Dánský
Frederik IV. (11. října 1671, Kodaň – 12. října 1730, Odense), v letech 1699–1730 král dánský a norský, syn a nástupce Kristiána V. a jeho manželky Šarloty Amálie Hesensko-Kasselské.
Doba jeho vlády je ve znamení rozkvětu dánské národní kultury a vítězné účasti v Severní válce, která nicméně pro jeho zemi neznamenala valné výsledky. Významné byly rozkvět obchodu i stavby sakrální povahy, na druhé straně byl proslulý svým bouřlivým soukromým životem.

## Panování
Po smrti svého otce nastoupil Frederik na norský a dánský trůn jako třetí absolutistický monarcha této země. Byl jedním z nejschopnějších dánských panovníků. Dokázal zajistit své zemi prosperitu a respekt jiných národů, a to i přes pohromy, které potkaly jeho hlavní město (Kodaň byla v roce 1711 silně zasažena epidemií dýmějového moru, při níž zemřelo na 23.000 lidí, a v říjnu roku 1738 obrovským požárem, jemuž padla za oběť větší část středověkého města).
Třebaže se sám nezabýval žádnou vědou, chápal význam vědeckého poznání a bádání i jeho potřeby a podporoval rozvoj věd ve své zemi, stejně jako rozvoj umění. Za jeho panování navštívil Dánsko, dosud stojící na okraji zájmu evropských umělců, se svou operní skupinou Reinhard Keiser, žil a tvořil zde vynikající a známý skladatel Dietrich Buxtehude. V roce 1706 se stal dvorním malířem Hendrik Krock (1677–1738).
Frederik vynikal rovněž osobní statečností a vojenským nadáním. Osobně se účastnil bitvy u Gadebusch v prosinci roku 1712. Porazil zde svého švédského nepřítele Karla XII., bylo to však Pyrrhovo vítězství.
Frederik v zemi značně upevnil a zdokonalil absolutistický režim, který nastolil v 17. století jeho děd Frederik III.

### Severní válka
Velká část panování Frederika IV. byla ve znamení participace Dánska v Severní válce proti Švédsku, která s přestávkami trvala až do roku 1720 a jež ho postavila do konfrontace s jeho bratranci, švédským králem Karlem XII. a vévodou Frederikem IV. Holstein-Gottorpským. V roce 1700 dánské jednotky obsadily spojence Švédska Holstein-Gottorp, jehož podřízenost Dánsko nárokovalo. Dánsko však muselo zanedlouho odejít a uznat nezávislost vévodství, když Švédsko v tomtéž roce obsadilo Sjælland.
V roce 1709 Frederik opět vstoupil do války, povzbuzen porážkou Švédska v bitvě u Poltavy. Velké dánské vojsko pod velením Christiana Ditleva Reventlowa obsadilo v tomto roce dánskofonní provincie na jihu Skandinávského poloostrova, se záměrem je odtrhnout od Švédska. Ze Švédska byli Dánové vypuzeni po porážce Magnusem Stenbockem v bitvě u Helsingborgu v roce 1710.
Co nemohl Frederik získat ve Skandinávii, toho dosáhl v Německu, když zaútočil na švédské pozice a vévodství Holstein-Gottorp. Monarcha sám vedl své vojsko a třebaže bylo poraženo v bitvě u Gadebusch v roce 1712, dokázal následně švédské vojsko porazit, obsadit švédské knížectví Brémy a získat Hannover na svou stranu ve válce. Účastnil se aktivně na vojenských akcích proti švédskému Pomořansku spolu se saskými a pruskými jednotkami. V roce 1715 došlo k vypuzení švédského vojska z přístavu Stralsund a v roce 1716 dobytí Výmaru. Svými vítězstvími získal Frederik kontrolu severu Pomořanska.
Do takto oslabeného Švédska plánoval Frederik v roce 1719 nový velký útok proti jižním provinciím, tentokrát přes Norsko. Expedice se nikdy neuskutečnila, ježto 28. října bylo uzavřeno příměří a 3. července 1720 Frederiksborská smlouva, v níž rozhodující vliv měla Velká Británie, od předchozího roku spojenec Švédska. Třebaže Dánsko stálo na vítězné straně, jeho prospěch byl poměrně malý: nemohlo znovu získat své staré provincie na jihu Skandinávského poloostrova a nemohlo si ponechat své územní zisky v Pomořansku. Významnějším úspěchem bylo zmenšení vévodství Holstein-Gottorp, když celé území Šlesvicka-Holštýnska přešlo pod dánské panství.

## Vnitřní politika
Frederik zavedl řadu reforem – používání gregoriánského kalendáře, bylo zrušeno vornedskabet (forma nevolnictví), které zakazovalo rolníkům opustit místo, kde se narodili.

Znak Frederika IV.

Po válce se rozvíjely obchod a kultura, třebaže monarcha neměl obzvláštní kulturní zájmy. Frederik, jenž uskutečnil dvě cesty po Itálii, realizoval stavbu dvou okázalých paláců ve stylu italského baroka – palác Frederiksberg a palác Fredensborg byly postaveny se záměrem stát se památníky konce války proti Švédsku.
Frederik byl ovlivněn pietismem. Zřídil křesťanskou misii v Grónsku pod vedením Hanse Egeda, jež znamenala začátek dánské kolonizace ostrova. Založil 240 veřejných škol na územích královského rytířstva (tzv. rytterskoler) a založil v Kodani Královský sirotčinec.

## Manželství a potomci
V roce 1695 se Frederik oženil s Luisou Meklenburskou, v roce 1703 však uzavřel další, morganatický sňatek s Elisabeth Helene von Vieregg, čímž se dopustil bigamie. Elisabeth zemřela při porodu následující rok. Prchaje před morem, který postihl Kodaň, usídlil se král i s dvorem v roce 1711 v Koldinghusu; zde poznal Frederik Annu Žofii Reventlow a v roce 1712 se s ní v Skanderborgu tajně oženil. Královna Luisa zemřela 15. března roku 1721 a pouhé tři týdny po jejím pohřbu, 4. dubna, se Frederik s Annou Žofií oženil znovu, tentokrát oficiálně, a nechal ji korunovat královnou. Kromě toho, že Anna Žofie byla první (a na dlouhou dobu jedinou) dánskou královnou, jež nepocházela z panovnického rodu, byl Frederik jediným bigamickým králem v historii Dánska; jeho chování však nikdy nebylo dánským klérem odsouzeno.
Kromě těchto žen měl Frederik i milenku, Charlotte Helene von Schindel, v tomto případě není známo, zda se s ní neoženil rovněž.
Se všemi ženami měl řadu potomků, dospělého věku se však dožili pouze dva, oba od Luisy Meklenburské:
- Kristián (10. prosince 1699 – 6. srpna 1746), jako Kristián VI. král dánský a norský od roku 1730 až do své smrti, ⚭ 1721 Žofie Magdalena Braniborská (28. listopadu 1700 – 27. května 1770)
- Šarlota Amálie Dánská (6. října 1706 – 28. října 1782), svobodná a bezdětná

Král Frederik IV. zemřel 12. října 1730 v Odense. Je pochován v katedrále v Roskilde, místě posledního odpočinku dánských králů. Jeho nástupcem se stal jeho syn Kristián jako král Kristián VI. Ten Frederikovu vdovu, královnu Annu, vypověděl do Clausholmu na statky její rodiny, zkonfiskovav jí většinu majetku; nerespektoval tak poslední vůli svého otce, který své druhé manželce připsal řadu statků a nemovitostí a udělil jí titul vévodkyně šlesvické.

## Vývod z předků
|                       |                                     |  |                          |                                      |  |  |  |  |  |  |  | Frederik II. Dánský |
|                       |                                     |  |                          |                                      |  |  |  |  |  |  |  |                     |
|                       | Kristián IV. Dánský                 |  |                          |                                      |  |  |  |  |  |  |  |                     |
|                       |                                     |  |                          |                                      |  |  |  |  |  |  |  |                     |
|                       |                                     |  |                          | Žofie Meklenburská                   |  |  |  |  |  |  |  |                     |
|                       |                                     |  |                          |                                      |  |  |  |  |  |  |  |                     |
|                       | Frederik III. Dánský                |  |                          |                                      |  |  |  |  |  |  |  |                     |
|                       |                                     |  |                          |                                      |  |  |  |  |  |  |  |                     |
|                       |                                     |  |                          | Jáchym Fridrich Braniborský          |  |  |  |  |  |  |  |                     |
|                       |                                     |  |                          |                                      |  |  |  |  |  |  |  |                     |
|                       | Anna Kateřina Braniborská           |  |                          |                                      |  |  |  |  |  |  |  |                     |
|                       |                                     |  |                          |                                      |  |  |  |  |  |  |  |                     |
|                       |                                     |  |                          | Kateřina Braniborsko-Küstrinská      |  |  |  |  |  |  |  |                     |
|                       |                                     |  |                          |                                      |  |  |  |  |  |  |  |                     |
|                       | Kristián V. Dánský                  |  |                          |                                      |  |  |  |  |  |  |  |                     |
|                       |                                     |  |                          |                                      |  |  |  |  |  |  |  |                     |
|                       |                                     |  |                          | Vilém Brunšvicko-Lüneburský          |  |  |  |  |  |  |  |                     |
|                       |                                     |  |                          |                                      |  |  |  |  |  |  |  |                     |
|                       | Jiří Brunšvicko-Lüneburský          |  |                          |                                      |  |  |  |  |  |  |  |                     |
|                       |                                     |  |                          |                                      |  |  |  |  |  |  |  |                     |
|                       |                                     |  |                          | Dorotea Dánská                       |  |  |  |  |  |  |  |                     |
|                       |                                     |  |                          |                                      |  |  |  |  |  |  |  |                     |
|                       | Žofie Amálie Brunšvická             |  |                          |                                      |  |  |  |  |  |  |  |                     |
|                       |                                     |  |                          |                                      |  |  |  |  |  |  |  |                     |
|                       |                                     |  |                          | Ludvík V. Hesensko-Darmstadtský      |  |  |  |  |  |  |  |                     |
|                       |                                     |  |                          |                                      |  |  |  |  |  |  |  |                     |
|                       | Anna Eleonora Hesensko-Darmstadtská |  |                          |                                      |  |  |  |  |  |  |  |                     |
|                       |                                     |  |                          |                                      |  |  |  |  |  |  |  |                     |
|                       |                                     |  |                          | Magdalena Braniborská                |  |  |  |  |  |  |  |                     |
|                       |                                     |  |                          |                                      |  |  |  |  |  |  |  |                     |
| 'Frederik IV. Dánský' |                                     |  |                          |                                      |  |  |  |  |  |  |  |                     |
|                       |                                     |  |                          |                                      |  |  |  |  |  |  |  |                     |
|                       |                                     |  | Mořic Hesensko-Kasselský |                                      |  |  |  |  |  |  |  |                     |
|                       |                                     |  |                          |                                      |  |  |  |  |  |  |  |                     |
|                       | Vilém V. Hesensko-Kasselský         |  |                          |                                      |  |  |  |  |  |  |  |                     |
|                       |                                     |  |                          |                                      |  |  |  |  |  |  |  |                     |
|                       |                                     |  |                          | Anežka ze Solms-Laubachu             |  |  |  |  |  |  |  |                     |
|                       |                                     |  |                          |                                      |  |  |  |  |  |  |  |                     |
|                       | Vilém VI. Hesensko-Kasselský        |  |                          |                                      |  |  |  |  |  |  |  |                     |
|                       |                                     |  |                          |                                      |  |  |  |  |  |  |  |                     |
|                       |                                     |  |                          | Filip Ludvík II. z Hanau-Münzenbergu |  |  |  |  |  |  |  |                     |
|                       |                                     |  |                          |                                      |  |  |  |  |  |  |  |                     |
|                       | Amálie Alžběta z Hanau-Münzenbergu  |  |                          |                                      |  |  |  |  |  |  |  |                     |
|                       |                                     |  |                          |                                      |  |  |  |  |  |  |  |                     |
|                       |                                     |  |                          | Kateřina Belgica Nasavská            |  |  |  |  |  |  |  |                     |
|                       |                                     |  |                          |                                      |  |  |  |  |  |  |  |                     |
|                       | Šarlota Amálie Hesensko-Kasselská   |  |                          |                                      |  |  |  |  |  |  |  |                     |
|                       |                                     |  |                          |                                      |  |  |  |  |  |  |  |                     |
|                       |                                     |  |                          | Jan Zikmund Braniborský              |  |  |  |  |  |  |  |                     |
|                       |                                     |  |                          |                                      |  |  |  |  |  |  |  |                     |
|                       | Jiří Vilém Braniborský              |  |                          |                                      |  |  |  |  |  |  |  |                     |
|                       |                                     |  |                          |                                      |  |  |  |  |  |  |  |                     |
|                       |                                     |  |                          | Anna Pruská                          |  |  |  |  |  |  |  |                     |
|                       |                                     |  |                          |                                      |  |  |  |  |  |  |  |                     |
|                       | Hedvika Žofie Braniborská           |  |                          |                                      |  |  |  |  |  |  |  |                     |
|                       |                                     |  |                          |                                      |  |  |  |  |  |  |  |                     |
|                       |                                     |  |                          | Fridrich IV. Falcký                  |  |  |  |  |  |  |  |                     |
|                       |                                     |  |                          |                                      |  |  |  |  |  |  |  |                     |
|                       | Alžběta Šarlota Falcká              |  |                          |                                      |  |  |  |  |  |  |  |                     |
|                       |                                     |  |                          |                                      |  |  |  |  |  |  |  |                     |
|                       |                                     |  |                          | Luisa Juliana Oranžská               |  |  |  |  |  |  |  |                     |
|                       |                                     |  |                          |                                      |  |  |  |  |  |  |  |                     |